# Myrtle Lind
Anna Dodge est une actrice américaine née le 2 septembre 1898 à Mankato (Minnesota) et décédée le 12 octobre 1993  à Fort Lauderdale (Floride).

## Biographie
Sa mère Elizabeth Anderson était née en Suède. Myrtle Lind, née dans le Minnesota, déménage avec ses parents à Hollywood alors qu'elle est adolescente. Elle suit des cours d'art dramatique et apparaît dans quelques pièces. En 1916 elle est repérée par le producteur Mack Sennett qui l'engage dans sa troupe de Bathing Beauties. Elle joue dans une douzaine de courts métrages de comédie, se fait exclure à plusieurs reprises mais finit à chaque fois par être ré-engagée. Un magazine dira d'elle « Myrtle a le visage d'un ange et le sang-froid d'un prédicateur écossais ».

## Filmographie partielle
- 1916 : The Danger Girl de Clarence G. Badger
- 1917 : Whose Baby? (en) de Clarence G. Badger
- 1917 : A Counterfeit Scent de Reggie Morris
- 1917 : False to the Finish de Reggie Morris
- 1918 : Nancy Comes Home de John Francis Dillon
- 1918 : Playmates de Charley Chase
- 1918 : The Straight and Narrow (en) de Charley Chase
- 1919 : Yankee Doodle in Berlin de F. Richard Jones
- 1922 : L'Enfant sacrifiée de W. S. Van Dyke